# Криве

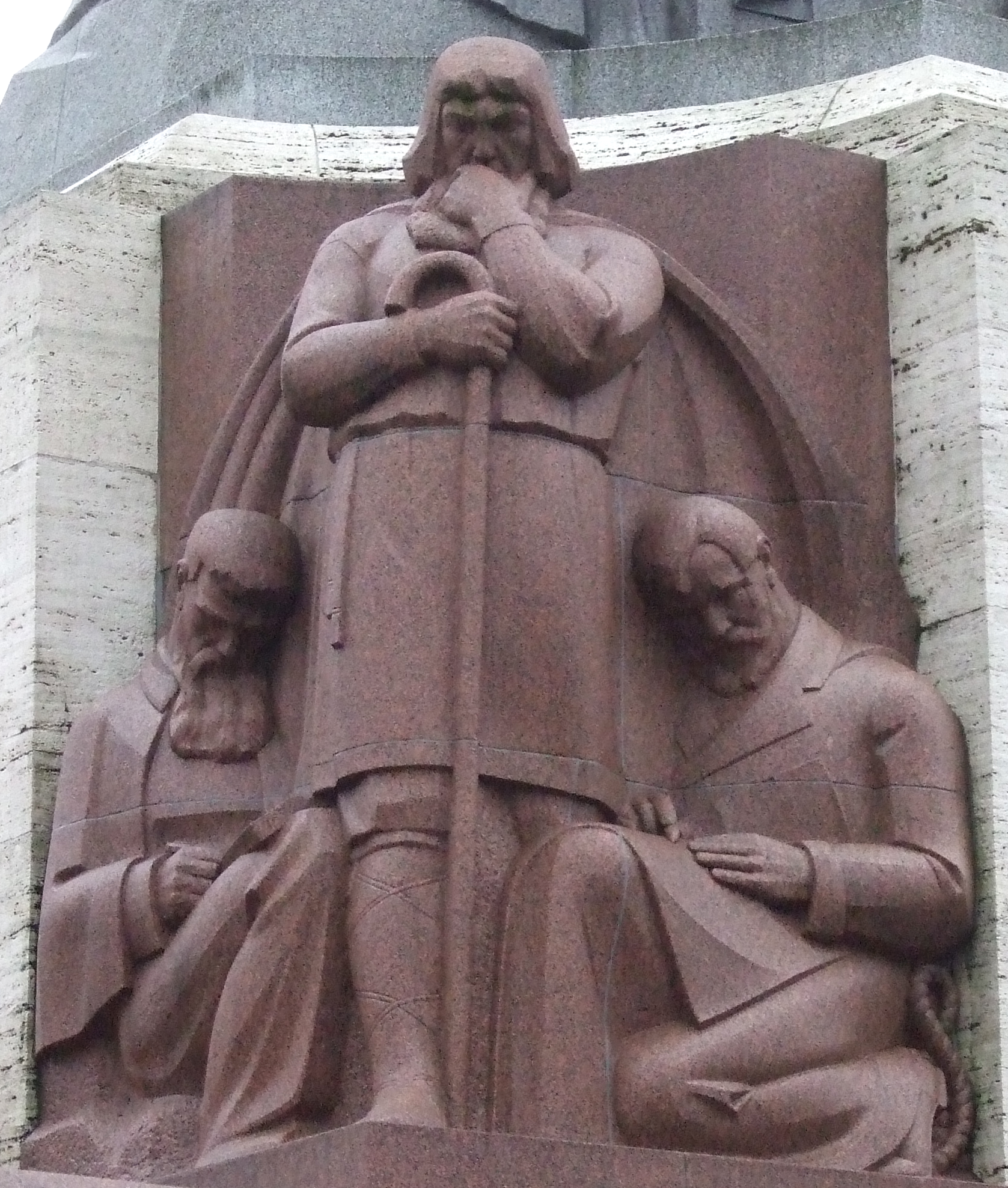
В скульптурной группе «Духовные работники» (Gara darbinieki) Памятника Свободы в Риге изображен древний латышский Криве, который держит палку с загнутым концом (krivulė). Рядом сидят современные писатель и учёный

Кри́ве (лат. Criwe, Criue) — предположительно название верховных иерархов средневекового балтийского языческого жречества, которые имели резиденцию в Ромове, а затем в Вильне. Согласно сообщению Петра из Дуйсбурга, пруссами криве почитался словно папа римский, а его влияние распространялось вплоть до территорий, населённых литовцами и ливами. Основной жреческой функцией было поддержание непрерывности горения вечного огня, кроме того выполнял высшие судейские обязанности.
По ненадежной с научной точки зрения классификации, приведённой хронистом Симоном Грюнау, криве имел подчинённых жрецов, называемых вайделотами. В случае, если криве заболевал и не мог длительное время выполнять свои обязанности, он удалялся для того, чтобы совершить акт самосожжения, после чего вайделоты выбирали нового криве.
В источниках новейшего времени распространены такие варианты написания, как Криве Кирвайто (нем. crywen kirwaitho), Криве-Кривайто (прусск. krive krivaito), Кри́ве-Крива́йтис (лит. krivių krivaitis), Криве Кривейта (пол. Krywe Krywejta).